# Thaumatogelis santschii
Thaumatogelis santschii är en stekelart som först beskrevs av Duchaussoy 1915.  Thaumatogelis santschii ingår i släktet Thaumatogelis och familjen brokparasitsteklar. Inga underarter finns listade i Catalogue of Life.